# District d'Aksou
Le district d'Aksou (en kazakh : Ақсу ауданы) est une subdivision administrative située dans l'oblys de Jetyssou au Kazakhstan. Le chef-lieu est Jansougirov.

## Géographie
Le district s'étend sur 12 600 km2 du lac Balkhach au nord-ouest à la frontière chinoise au sud-est.

## Histoire
Le district faisait partie de l'oblys d'Almaty avant le 8 juin 2022, date à laquelle l'oblys de Jetyssou a été créé.

## Démographie
La population s'élevait à 40 242 habitants en 2013.